# Susanne Szell
Susanne Szell est une actrice allemande née le 4 novembre 1965 à Brême en Allemagne. En France, elle a pu être remarquée dans la série Le Destin de Lisa.

## Filmographie
- 2001 : Be Careful With the Scissors, Darling
- 2003 : Im Namen des Gesetzes
- 2003 : En quête de preuves (série télévisée) : Frau Kroll
- 2005 : Le Destin de Lisa (série télévisée) : Agnès Hetzer
- 2006 : Le Destin de Lisa (série télévisée) : Agnès Hetzer
- 2006 : Le Destin de Bruno (série télévisée) : Laurence Hetzer
- 2007 : Le Destin de Bruno (série télévisée) : Laurence Hetzer
- 2006 : Löwenzahn (série télévisée) : Kati
- 2008 : Julia - Wege zum Glück (série télévisée) : Gerlinde Weidner
- 2009 : Ein Strauß voll Glück (téléfilm) : Postbotin Inge
- 2009 : Charly la malice (série télévisée) : Antje Schäfer
- 2009 : Baby frei Haus (téléfilm) : psychologue
- 2010 : In aller Freundschaft (série télévisée) : Eva Blum
- 2011 : SOKO Wismar (série télévisée)
- 2011 : Die Trixxer (téléfilm) : Frau Wieben

2017: Alerte Cobra (série télévisée) S42-E02

## Note
1. ↑  (fr) « Biographie », sur le-destin-de-lisa.hypnoweb.net (consulté le 2 août 2010)